# Aspergillus pulverulentus
Aspergillus pulverulentus är en svampart som först beskrevs av Daniel McAlpine, och fick sitt nu gällande namn av Thom 1926. Aspergillus pulverulentus ingår i släktet Aspergillus och familjen Trichocomaceae.   Inga underarter finns listade i Catalogue of Life.